# Erdbeben in Myanmar 2011
Das Erdbeben in Myanmar 2011 war ein starkes Erdbeben im Shan-Staat im Osten von Myanmar am 24. März 2011. Das Epizentrum befand sich nach den Angaben des United States Geological Survey 772 km nördlich von Bangkok, Thailand, 589 km nordöstlich von Rangun, Myanmar und 168 km südsüdwestlich von Yunjinghong in Yunnan, Volksrepublik China, nahe am Dreiländereck zwischen Myanmar, Thailand und Laos. Das Hypozentrum des Erdbebens mit der Momenten-Magnitude 6,8 Mw lag diesen Angaben zufolge in zehn Kilometer Tiefe.

## Tektonischer Überblick

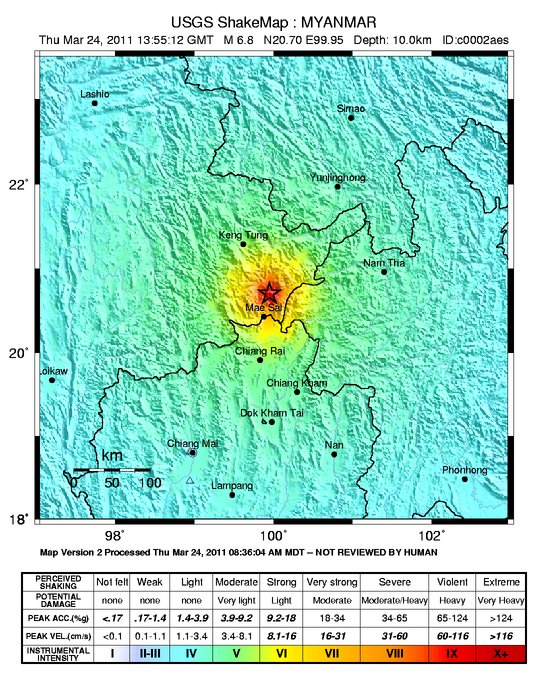
Intensität des Erdbebens

Die Deformationen und Erdbeben heutiger Zeit in Myanmar und der angrenzenden Gebiete Südostasiens werden durch die nordwärtsgerichtete Bewegung der Indischen Platte verursacht. Diese kollidiert mit der Eurasischen Platte, wobei sich Myanmar im östlichen Teil dieser Kollisionszone, östlich der Plattengrenze zwischen Indischer Platte und Sundaplatte befindet. Auf dem Breitengrad des Erdbebens vom 24. März bewegt sich die Indische Platte in Bezug auf die Sundaplatte mit einer durchschnittlichen Geschwindigkeit von etwa 45 mm/Jahr nord-nordostwärts. Der Großteil der Bewegungen zwischen beiden Platten konzentriert sich dabei auf die Sagaing-Verwerfung, einer in Nord-Süd-Richtung verlaufenden Verwerfung mit rechtsseitiger Blattverschiebung, an der die beiden Platten, basierend auf GPS-Daten, mit einer Geschwindigkeit von etwa 18 mm jährlich aneinander vorbeirutschen. Die Verwerfung liegt fast vierhundert Kilometer westlich des Epizentrums des Erdbebens vom 24. März. An dieser Verwerfung haben sich in der Vergangenheit zahlreiche größere Erdstöße zugetragen, darunter im Februar 1991 ein Ereignis mit der Magnitude 6,9, durch dessen Auswirkungen zwei Personen getötet wurden.
Weitere Deformationen durch die Kollision von Indischer Platte und Sundaplatte erstrecken sich nach Osten durch Myanmar ins benachbarte Thailand und in den Norden von Laos. Im Nordosten Myanmars verursacht dieses Zusammentreffen der Platten Deformationen im Innern des Shan-Plateaus und im Shan-Thai-Block. Diese werden von einer Reihe von nach Nordosten streichenden linksseitigen Verwerfungen durchschnitten. Das Erdbeben vom 24. März ereignete sich in einer Region des Shan-Thai-Blocks. Das nächstgelegene größere und zerstörende Erdbeben war ein Erdbebenereignis mit der Magnitude 6,8 im Juli 1995 mit Epizentrum etwa 170 km weiter nordnordöstlich, durch dessen Auswirkungen 11 Personen ihr Leben verloren.
Die Herdflächenlösung für das Ereignis vom 24. März, die auf eine linksseitige Verrutschung einer nach Nordosten streichenden Knotenebene hindeutet, ist ähnlich den Herdflächenlösungen anderer historischer Erdbebenereignisse im Nordosten Myanmars. Zu den Ereignissen der jüngeren Vergangenheit in der Region gehören das Erdbeben in Yunnan 2011 und das Erdbeben in Laos 2007.

## Opfer
Zunächst wurde berichtet, dass durch Erdrutsche, die das Beben ausgelöst hat, in Tachilek und dem nördlich davon gelegenen Tarpin zehn Personen getötet wurden. Im Laufe des nächsten Tages gingen weitere Meldungen ein. Demnach wurden in Myanmar mindestens 74 Personen getötet, eine Person starb im thailändischen Mae Sai durch die Auswirkungen des Erdbebens, mindestens 111 Personen wurden verletzt. In Tarlay, zwischen Tachileik und Mong Hpyak gelegen, wurden 40 Personen getötet und 130 Häuser stürzten ein. In der Region sackte der Boden teilweise um 1,5 Meter ab.
Die Bangkok Post berichtet unter Berufung auf einen Reporter der Shan Herald News Agency von einer höheren Zahl an Opfern. Demnach seien mehr als 150 Personen durch die Auswirkungen des Erdbebens gestorben. Die Militärregierung Myanmars neigt dazu, den Informationsfluss zu begrenzen; sie hat beispielsweise bei Zyklon Nargis das Ausmaß der Katastrophe lange heruntergespielt.

## Auswirkungen
Zeitweise wurden Hochhäuser in Chiang Rai in Thailand, im Kreis Menghai in der Provinz Yunnan und in Nanning im autonomen Gebiet Guangxi in der Volksrepublik China sowie in Hanoi in Vietnam evakuiert, gespürt wurden die Erschütterungen auch in Bangkok. Der Wat Chedi Luang wurde durch das Beben beschädigt. Durch die Erschütterungen wurden in Myanmar 390 Wohnhäuser, 14 Klöster und neun Regierungsgebäude zerstört. In Mong Lin stürzten mindestens 128 Häuser ein. Im Norden Thailands kam es zu Gebäudeschäden an mehreren Krankenhäusern.
Nach den Berechnungen des United States Geological Survey hinsichtlich des errechneten Ausmaßes der betroffenen Bevölkerung liegt der Sachschaden wahrscheinlich knapp unter 100 Millionen US-Dollar.

## Hilfsmaßnahmen
Die thailändische Regierung hat für die Betroffenen des Erdbebens in Myanmar drei Millionen Baht zur Verfügung gestellt.